# Batalla de Gerberoy
La batalla de Gerberoy se libró en 1435 entre las fuerzas francesas e inglesas. Los franceses fueron liderados por La Hire y Jean Poton de Xaintrailles, que salieron victoriosos. Las pérdidas inglesas fueron fuertes, incluyendo posteriormente a su comandante, John FitzAlan, VII conde de Arundel.

## Antecedentes
En la primavera de 1435 la Guerra de los Cien Años, después de algunos años de relativa calma, comenzó a volver a una fase caliente. Los ejércitos ingleses operaban desde el norte de Francia y Aquitania. También controlaban París, Saint-Denis y toda Normandía. No obstante, la situación de los ingleses en los territorios ocupados durante los últimos decenios se ha vuelto más difícil. Aunque Juana de Arco fue capturada en 1430 y ejecutada en 1431, parecía más difícil gobernar Francia y hacer cumplir el Tratado de Troyes.
Durante el año 1434 el rey francés  Carlos VII aumentó el control sobre los territorios al norte de París, incluyendo Soissons, Compiègne,  Senlis y Beauvais. Debido a su posición, Gerberoy apareció como un buen puesto de avanzada para amenazar a la Normandía ocupada por los ingleses y aún más fuerte para proteger a los cercanos Beauvais de una posible reconquista. Los franceses esperaban extenderse hasta la ciudad ya en 1432, pero debido a los bajos ingresos del estado no pudieron reunir suficientes tropas y abandonaron el proyecto al principio. En la primavera de 1435 se retomó el proyecto y se prepararon los gastos correspondientes en el presupuesto de defensa. Según los escritos del canónigo Jean Pillet (el primer historiador de Gerberoy), había una tropa de 600-1800 hombres posicionados para esto, y bajo el mando de Jean Poton de Xaintrailles y La Hire, ambos ex comandantes con Juana de Arco. Llegaron en secreto a Gerberoy y se pusieron a trabajar para restaurar las viejas defensas.
En ese momento, en Gournay-sur-Epte, Normandía, ahora Gournay-en-Bray en Seine-Maritime, a unos doce kilómetros al suroeste de Gerberoy, estaba asentado un ejército inglés bajo el mando de John FitzAlan, 14º Conde de Arundel, en movimiento. De este modo, la ciudad de Rue, que también había sido recapturada recientemente por los franceses, volvería a estar bajo control inglés. Las tropas dirigieron el material para un asedio contra ellos. Arundel llegó con sus tropas a principios de mayo de 1435 a Gournay y marchó sin apoyo especial sobre Gerberoy, que creía débilmente defendido. Sus tropas, según Jean Pillet, unos 3000 hombres, pero esta cifra es probablemente solo una estimación aproximada, eran ciertamente muy superiores numéricamente a las tropas francesas.

## La batalla
El conde de Arundel compareció el 9 de mayo ante Gerberoy junto con una vanguardia que probablemente estaba formada por unos pocos caballeros y se retiró tras una breve observación del valle, esperando la llegada de la principal fuerza inglesa.
Los franceses, que habían seguido toda la acción desde una posición elevada desde Gerberoy, rápidamente se dieron cuenta de que se trataba de un mero grupo de avanzada y que la fuerza principal del ejército inglés seguía en camino hacia Gournay. Como aún no habían recuperado suficientemente sus fuerzas y reparado las fortificaciones para el asedio inminente, los franceses decidieron tomar la iniciativa y atacar a los ingleses cuando estaban completamente desprevenidos.
Una columna de caballería francesa bajo La Hire abandonó la ciudad y pasó por alto la posición de la vanguardia inglesa para lanzar un ataque sorpresa contra los ingleses, mientras marchaban por el camino hacia Gournay. La caballería francesa llegó sin ser detectados a un lugar llamado Les Epinettes, cerca de Laudecourt, una aldea cerca de Gournay, y luego atacaron a la fuerza principal inglesa. Al mismo tiempo, el resto de la guarnición, los soldados de a pie y los arqueros, estaba bajo el mando de Xaintrailles. Esta, aislada del resto de las tropas, se refugió detrás de una torre de viviendas cercanas.
Después de que fuera La Hire y sus jinetes atacaron a los ingleses en las calles de Gournai, y los fuertes combates entre los dos bandos tuvieron como resultado la muerte de muchos soldados ingleses y de la caballería francesa. Durante la batalla, el conde de Arundel resultó gravemente herido cuando un caballero francés apuñaló al conde en la pierna. Cuando aparecieron los refuerzos franceses, los soldados ingleses restantes se dieron cuenta de que su situación ya no tenía esperanza y se retiraron a Gerberoy. Durante la retirada, la caballería francesa continuó atacando a los restos del ejército inglés y, a pesar de infligir pérdidas a la fuerza inglesa, no logró romper la formación del ejército y finalmente fueron expulsados tras sufrir varias bajas.
Durante la retirada, los franceses pudieron matar a un gran número de soldados ingleses; el conde de Arundel fue capturado, y más tarde murió por las heridas sufridas durante la batalla. Las pérdidas del ejército inglés fueron elevadas y tal vez centenares, mientras que se dice que el ejército francés perdió una veintena de soldados, aunque bien podría haber sido más de treinta.

## Resultados
A pesar de la victoria, los franceses no pudieron aprovechar su éxito y reforzar su posición en la zona de Gerberoy. La ciudad fue asediada de nuevo por los ingleses tras la victoria francesa y fue capturada por los ingleses en 1437. Los franceses lograron reconquistar la ciudad en 1449. En 1451, cuando toda Normandía volvió a estar bajo control francés, la ciudad de Gerberoy perdió su papel como puesto fronterizo estratégico.
La victoria del 9 de mayo de 1435 no aparece, a pesar de sus notables resultados, como una de las victorias francesas decisivas de la Guerra de los Cien Años. Pero ilustra bien el desarrollo de la situación militar francesa después de las victorias de Juana de Arco.